# Eugryllacris vittipes
Eugryllacris vittipes är en insektsart som först beskrevs av Walker, F. 1869.  Eugryllacris vittipes ingår i släktet Eugryllacris och familjen Gryllacrididae.

## Underarter
Arten delas in i följande underarter:
- E. v. vittipes
- E. v. lineosa
- E. v. nasalis